# Aäron Lelie
Aäron Lelie (ur. 25 kwietnia 1886 w Amsterdamie, zm. 25 marca 1954 w Warnsveld) – holenderski zapaśnik walczący w stylu klasycznym. Olimpijczyk z Londynu 1908, gdzie zajął dziewiąte miejsce w wadze średniej.

## Turniej wLondynie 1908
| Konkurencja          | Walki                | Klas. końcowa |
| Konkurencja          | Przeciwnik I         | Miejsce       |
| -------------------- | -------------------- | ------------- |
| 73 kg styl klasyczny | Axel Larsson (DEN) P | 9.            |